# Ernest Kaltenegger

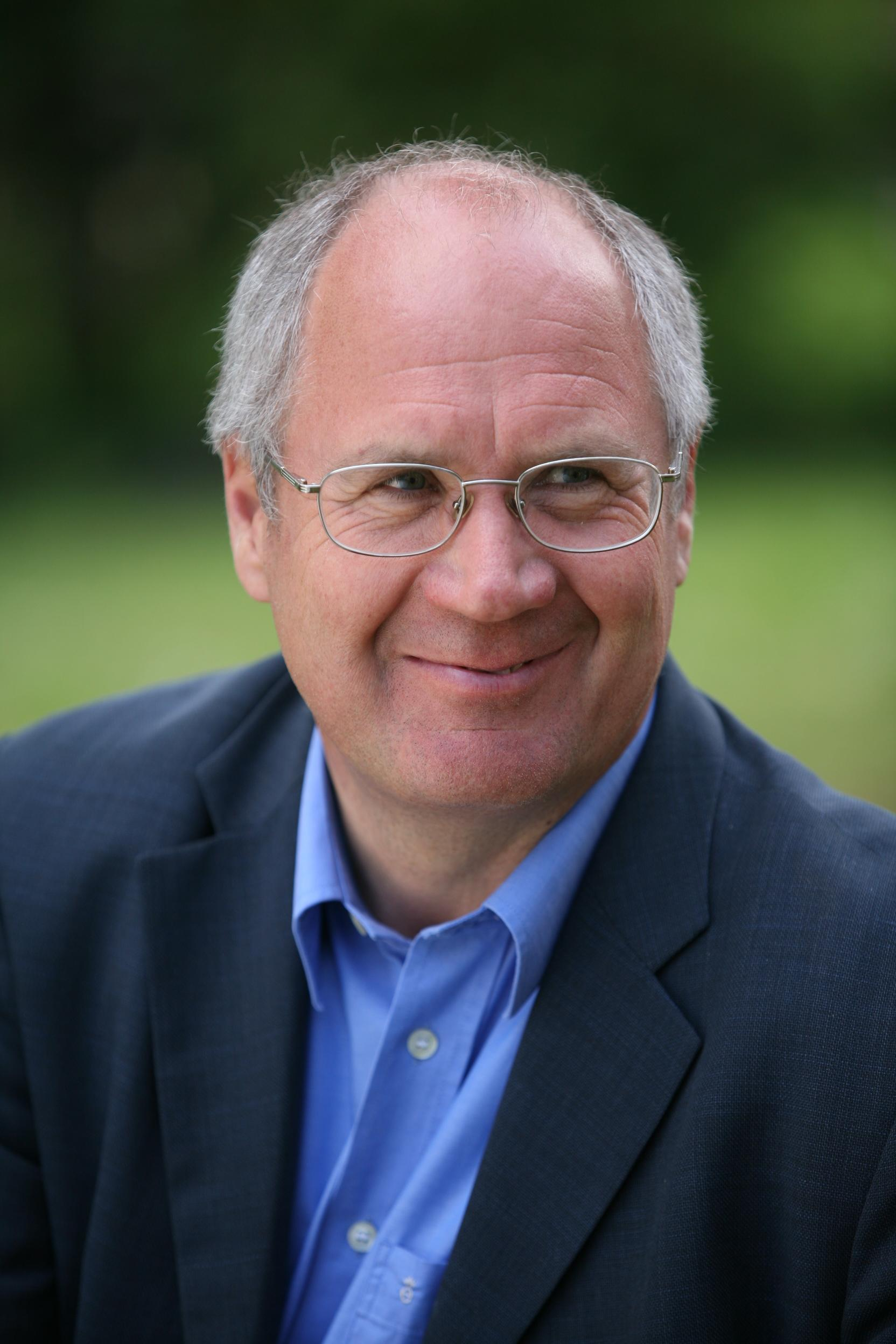
Ernest Kaltenegger (2007)

Ernest Kaltenegger (* 28. November 1949 in Rötsch bei Obdach) ist ein steirischer KPÖ-Politiker. Er war Wohnungsstadtrat in der steirischen Landeshauptstadt Graz und von 2005 bis 2010 Landtagsabgeordneter des KPÖ-Landtagsklubs.

## Werdegang
Kaltenegger wuchs in Armut auf und lernte bei den Stadtwerken Judenburg. 1972 ging er nach Graz. Dort war er unter anderem im Vertrieb der Kleinen Zeitung beruflich tätig.
Kaltenegger bezeichnet sich als Atheisten.
Von 1965 bis 1968 war er Vorsitzender der Sozialistischen Jugend in Obdach. Von 1970 bis 1971 war er Bezirksvorsitzender der SJ in Judenburg. 1972 wurde er Vorsitzender der Kommunistischen Jugend in Graz und war dann Landessekretär der Kommunistischen Jugend Österreichs – Junge Linke. Ab 1981 war er Mitglied des Grazer Gemeinderats, 1998 bis 2005 war er Wohnbaustadtrat in Graz. Bei der steirischen Landtagswahl im Herbst 2005 war er Spitzenkandidat der KPÖ, die 6,3 Prozent der Stimmen erreichte und damit erstmals seit 1970 wieder in einen österreichischen Landtag einzog. Am 30. März 2009 kündigte Kaltenegger an, sich in die „zweite Reihe“ zurückzuziehen. Kaltenegger begründete seinen Schritt damit, dass es Zeit sei, „dass neuer Schwung hineinkommt“. Außerdem gab er als weiteren Grund gesundheitliche Probleme an.
Kaltenegger spendete ab 1998 mehr als die Hälfte seines Einkommens als Politiker für soziale Zwecke und legte einmal pro Jahr am sogenannten „Tag der offenen Konten“ Rechenschaft über die Verwendung ab.
Kaltenegger ist geschieden und hat ein Kind.

## Veröffentlichungen (Auswahl)
- Ernest Kaltenegger, Leo Kühberger, Samuel Stuhlpfarrer (Hg.): Alle Verhältnisse umzuwerfen ... Gespräche & Interventionen zu Krise, globaler Bewegung und linker Geschichte, Mandelbaum Verlag, Wien 2016, ISBN 978-3-85476-653-7.

## Film
Der Kommunist – Dokumentation über Ernest Kaltenegger, 2006, 52 min, DigiBeta, Regie: Marc Bauder

## Auszeichnungen
- 2023: Bürger der Stadt Graz[4]